# Siphonognathus argyrophanes
Siphonognathus argyrophanes är en fiskart som beskrevs av Richardson, 1858. Siphonognathus argyrophanes ingår i släktet Siphonognathus och familjen Odacidae. IUCN kategoriserar arten globalt som livskraftig. Inga underarter finns listade i Catalogue of Life.